# سای‌اونجی کینموچی
سای‌اونجی کینموچی (به ژاپنی: 西園寺 公望Saionji Kinmochi)؛( زاده ۲۳ اکتبر ۱۸۴۹ درگذشته ۲۴ نوامبر ۱۹۴۰) یک سیاستمدار اهل ژاپن بود. پسر توکودایجی کین‌ایتو بود.